# Mallanakatte, Chitradurga
Mallanakatte là một làng thuộc tehsil Chitradurga, huyện Chitradurga, bang Karnataka, Ấn Độ.